# Maya Kidowaki
Maya Kidowaki (Japans: 木戸脇真也, Kidowaki Maya) (Kioto, 17 mei 1969) is een tennisspeelster uit Japan.
Tussen 1990 en 1992 kwam ze zesmaal uit voor Japan op de Fed Cup. In 1992 speelde ze met Kimiko Date op de Olympische Spelen van Barcelona.

## Resultaten grandslamtoernooien
| Legenda | Legenda                          |
| ------- | -------------------------------- |
| g.t.    | geen toernooi gehouden           |
| l.c.    | lagere categorie                 |
| –       | niet deelgenomen                 |
| G       | uitgeschakeld in de groepsfase   |
| 1R      | uitgeschakeld in de eerste ronde |
| 2R      | uitgeschakeld in de tweede ronde |
| 3R      | uitgeschakeld in de derde ronde  |
| 4R      | uitgeschakeld in de vierde ronde |
| KF      | uitgeschakeld in de kwartfinale  |
| HF      | uitgeschakeld in de halve finale |
| F       | de finale verloren               |
| W       | het toernooi gewonnen            |
| w-v     | winst/verlies-balans             |

### Enkelspel
| toernooi        | 1990 | 1991 | 1992 | 1993 |
| --------------- | ---- | ---- | ---- | ---- |
| Australian Open | 2R   | 2R   | 2R   | 1R   |
| Roland Garros   | 1R   | 3R   | 2R   | –    |
| Wimbledon       | 1R   | 2R   | 1R   | –    |
| US Open         | 1R   | 1R   | –    | –    |

### Vrouwendubbelspel
| toernooi        | 1989 | 1990 | 1991 | 1992 | 1993 | 1994 |
| --------------- | ---- | ---- | ---- | ---- | ---- | ---- |
| Australian Open | 1R   | 1R   | 2R   | 1R   | 1R   | 1R   |
| Roland Garros   | –    | 2R   | 1R   | 1R   | 2R   | –    |
| Wimbledon       | 1R   | 1R   | 2R   | 1R   | 1R   | –    |
| US Open         | –    | 1R   | 2R   | –    | 1R   | –    |

### Gemengd dubbelspel
| toernooi        | 1993 |
| --------------- | ---- |
| Australian Open | –    |
| Roland Garros   | 1R   |
| Wimbledon       | –    |
| US Open         | –    |

## Palmares
| Legenda                |
| ---------------------- |
| Grandslamtoernooi      |
| Olympische Spelen      |
| Year-End Championships |
| Tier I                 |
| Tier II                |
| Tier III               |
| Tier IV & V            |

### WTA-finaleplaatsen enkelspel
geen

### WTA-finaleplaatsen vrouwendubbelspel
| nr.              | finale     | toernooi          | ondergrond | partner     | tegenstandsters           | score         |
| ---------------- | ---------- | ----------------- | ---------- | ----------- | ------------------------- | ------------- |
| gewonnen finales |            |                   |            |             |                           |               |
| 1.               | 1991-04-14 | WTA Japan (Tokio) | hardcourt  | Amy Frazier | Yone Kamio Akiko Kijimuta | 6-2, 6-4      |
| 2.               | 1993-04-11 | WTA Japan (Tokio) | hardcourt  | Ei Iida     | Li Fang Kyōko Nagatsuka   | 6-2, 4-6, 6-4 |
| verloren finales |            |                   |            |             |                           |               |
| geen             |            |                   |            |             |                           |               |

### Gewonnen ITF-toernooien enkelspel
| nr. | finale     | toernooi         | dotatie | ondergrond | tegenstandster in finale | score         |
| --- | ---------- | ---------------- | ------- | ---------- | ------------------------ | ------------- |
| 1.  | 1987-07-05 | Litchfield Beach | $10.000 | gravel     | Stephanie Faulkner       | 6-3, 6-1      |
| 2.  | 1987-10-25 | Ibaraki          | $10.000 | hardcourt  | Miki Mizokuchi           | 6-4, 6-1      |
| 3.  | 1988-10-23 | Kuroshio         | $10.000 | hardcourt  | Tamaka Takagi            | 6-1, 6-3      |
| 4.  | 1988-10-30 | Ibaraki          | $10.000 | hardcourt  | Shiho Okada              | 6-2, 6-2      |
| 5.  | 1988-11-06 | Saga             | $10.000 | gras       | Chen Li-Ling             | 6-4, 3-6, 6-3 |
| 6.  | 1989-10-01 | Chiba            | $25.000 | hardcourt  | Rika Hiraki              | 7-5, 6-0      |

### Gewonnen ITF-toernooien dubbelspel
| nr. | finale     | toernooi | dotatie | ondergrond | partner        | tegenstandsters in finale         | score         |
| --- | ---------- | -------- | ------- | ---------- | -------------- | --------------------------------- | ------------- |
| 1.  | 1986-08-10 | Chatham  | $10.000 | hardcourt  | Anne Grousbeck | Colleen Carney Luciana Corsato    | 6-3, 6-4      |
| 2.  | 1987-11-08 | Saga     | $10.000 | gras       | Ei Iida        | Kumiko Okamoto Naoko Satō         | 7-6, 3-6, 9-7 |
| 2.  | 1987-11-15 | Kioto    | $10.000 | hardcourt  | Ei Iida        | Junko Kimura Hijiri Nakazaka      | 6-2, 6-2      |
| 4.  | 1988-11-06 | Saga     | $10.000 | gras       | Naoko Satō     | Kimiko Date Yuko Hosoki           | 6-4, 7-5      |
| 5.  | 1989-10-01 | Chiba    | $25.000 | hardcourt  | Ei Iida        | Belinda Cordwell Julie Richardson | 7-6, 6-4      |
| 6.  | 1989-10-15 | Nagasaki | $25.000 | hardcourt  | Ei Iida        | Kate McDonald Tamaka Takagi       | 6-2, 3-6, 6-2 |
| 7.  | 1993-11-07 | Saga     | $25.000 | gras       | Ei Iida        | Mana Endo Naoko Sawamatsu         | 6-2, 3-6, 6-2 |